# Banu Ashqilula

Mapa de España en el año 1210.

Los Banu Ashqilula fueron los gobernadores o arraeces de Málaga y Guadix. Su primera asistencia a Muhammad ibn Nasr para fundar el Emirato de Granada y su posterior oposición a los sucesores de al-Ahmar hicieron de los Banu Ashqilula una de familias las más influyentes de la España del siglo XIII. Era un poderoso clan que supo maniobrar entre tantas complicaciones políticas para saber defender sus intereses y su influencia bajo el gobierno nazarí.
Destacaron por primera vez en 1232 cuando su líder Abu'l Hasan Ali Ibn Ashqilula al-Tujibi ayudó a la dinastía nazarí durante las campañas para hacerse con Granada, apoyando a Muhammad ibn Nasr junto a los oligarcas de Guadix, Baza, Jaén, la Taifa de Málaga o Almería.
Durante los primeros veinte años de gobierno nazarí en Granada, los Ashqilula trabajaron estrechamente con al-Ahmar en sus primeros esfuerzos, como la breve conquista de Sevilla. Como recompensa por sus servicios, obtuvieron la gobernación en los territorios nazaríes de Málaga, Guadix y Baza.